# Jersey Zoo
Jersey zoo eller officiellt Durrell Wildlife Park är ett zoo som bildades 1958 på Jersey. 
Djurparken blev en av världens största för utrotningshotade djur. Jersey zoo etablerades 1958 av den engelska naturforskaren Gerald Durrell. 
År 1961 föddes gorillan Jambo i ett annat zoo i Basel och såldes till Jersey Zoo. Jambo blev världskänd efter att ha skyddat en liten pojke, som ramlat ner i inhägnaden och svimmat, mot de andra gorillorna.